# آرتي مان
آرتي مان (بالإنجليزية: Aarti Mann)‏ مواليد 3 مارس 1978 في كونيتيكت، هي ممثلة أمريكية بدأت مسيرتها الفنية عام 2006.

## وصلات خارجية
- آرتي مان على موقع IMDb (الإنجليزية)
- آرتي مان على موقع روتن توميتوز (الإنجليزية)
- آرتي مان على موقع ألو سيني (الفرنسية)
- آرتي مان على موقع أول موفي (الإنجليزية)
- آرتي مان على موقع قاعدة بيانات الفيلم (الإنجليزية)
- آرتي مان على موقع كينوبويسك (الروسية)